# 체리 마스터
체리 마스터(Cherry Master)는 다이나가 제작한 3X3 형식의 슬롯머신 아케이드 게임이다. 국내에서는 한때 애니멀 하우스로도 알려졌으며 IGS가 개조한 골든 스타도 있다. 세븐랜드로 알려진 슈퍼 트레저 아일랜드와 같은 분류의 게임이자 슬롯머신계의 양대산맥이지만 보너스 형식만 틀리다. 아케이드 외 콘솔게임도 출시되었는데 1998년 SNK와 협상하여 네오지오 포켓을 이식해서 제작한 네오 체리 마스터를 제작하였다. 국내에서는 바다이야기처럼 불법 사행성 게임으로 오락실 외에 당구장,다방에서 설치하는 등 수많은 논란이 되기도 하였다.

## 게임방법
3X3인 9개의 화면에 슬롯머신이 있다. 점수(크레딧)로 베팅을 걸고 게임을 시작한다. 게임이 시작되면 빙고나 세븐(7)(혹은 트리플 세븐)을 맞추면 된다. 빙고는 8줄로 구성되어 가로 3줄,세로 3줄,대각선 2줄이 있다. 베팅이 8이면 모두 각 1줄로 되어있는 셈이다.

## 점수
빙고 점수는 빙고 1줄에 해당된다.
- 트리플 세븐 빙고 = 400점
- 세븐 빙고 = 200점
- 슈퍼 바 = 200점 (바1 보너스에만 해당)
- 바3 빙고 = 100점
- 바2 빙고 = 50점
- 바1 빙고 = 30점
- 수박 빙고 = 20점
- 벨 빙고 = 18점
- 코코넛 빙고 = 14점
- 여러 바 빙고 = 10점
- 망고 빙고 = 10점
- 체리 빙고 = 10점
- 체리 빙고 (인접 2개) = 5점
- 체리 빙고 (인접 1개) = 2점

올점수는 베팅의 배수에 해당된다. 올이 맞춰질 경우 빙고는 1줄도 받거나 받지 않는다. 트리플 세븐이 섞여있을 경우 최대 2000배까지 받을 수 있다.
- 올 세븐 = 1000배
- 세븐 8개 = 400배
- 세븐 7개 = 200배
- 세븐 6개 = 100배
- 세븐 5개 = 50배
- 세븐 4개 = 20배
- 세븐 3개 = 5배
- 세븐 2개 = 2배
- 올 바3 = 500배
- 올 바2 = 400배
- 올 체리 = 400배
- 올 바1 = 300배
- 올 수박 = 300배
- 올 벨 = 200배
- 올 코코넛 = 100배
- 올 망고 = 50배
- 올 바 = 50배
- 올 후르츠 (과일) = 15배
- 올 칼라 = 50배 (각 보너스 게임에만 해당)

## 더블 게임
카드를 맞추는 게임이다. 50%확률로 높음과 낮음 둘중 하나로 선택한다. 성공하면 2배로 올리지만 실패하면 획득점수도 없이 끝난다. 7이 나올 경우에는 생략 혹은 실패하는 경우도 있다. 카드 게임에서는 여성 그림이 등장하거나 등장하지 않는 것도 있다.

## 보너스
보너스 게임은 베팅 8이나 16부터 가능하지만 트레져 아일랜드, 슈퍼 트레저 아일랜드와는 달리 세로 한,두줄의 홀드기능이 없다. 다만 빙고를 위한 1,2개의 홀드기능이 가능하다.
- 체리 보너스

체리의 정식 빙고되거나 인접 2개로 빙고한 체리 3~12번이 되면 체리 보너스가 된다. 보너스 안에서는 주로 세븐이 나오는데 (애니멀 하우스에서는 체리 그림이 비추었다.) 체리가 1번 나오면 인접 2개로 빙고한 체리가 1번 당첨이 된다. 최대 획득은 올 트리플 세븐의 베팅당 2000배 획득이다. 빈 화면은 자두색이며 9개 모두 나오면 베팅의 50배가 당첨된다.
- 벨 보너스

벨 2~7개 이하로 빙고 되면 2~7번 이하의 벨 보너스가 주어진다. 벨 보너스가 당첨되면 'Pool'이라는 점수를 다 얻을 수 있는데 게임 중에 당첨되지 않은 상태에서 정 중앙 화면에 세븐이 나오면 Pool점수를 얻을 수 있다. 세븐은 10점이고 트리플 세븐은 20점이다. 보너스 내에서는 벨이 1개 나오면 높은 베팅이라도 10점만 받는다. 빈 화면은 초록색이며 9개 모두 나오면 베팅의 50배가 당첨된다.
- 바1 보너스

바1만 빙고 되면 7번의 보너스가 당첨된다. 바2과 바3는 빙고되어도 보너스가 없으므로 반드시 바1의 빙고만이 보너스가 있다. 보너스 안에서는 슈퍼 바가 있으며 빙고되면 바3보다 2배를 얻을 수 있는 200점을 얻을 수 있다. 그 슈퍼 바가 1개 나오면 높은 베팅이라도 10점만 획득한다. 빈 화면은 파란색이며 9개 모두 나오면 베팅의 50배가 당첨된다.

## 같이 보기
- 슬롯 머신
- V라이너
- 트레져 아일랜드
- 슈퍼 트레저 아일랜드